# Triarsi Competizione
Le Triarsi Competizione est une écurie de sport automobile américaine fondée par Onofrio Triarsi. Elle fait participer des voitures de Grand tourisme en catégorie GT3 dans des championnats tels que le WeatherTech SportsCar Championship, l'Intercontinental GT Challenge et le Ferrari Challenge Serie.

## Histoire
En 2022, le Triarsi Competizione avait participé avec deux Ferrari 488 GT3 2020 EVO dans la catégorie Pro-Am aux 8 heures d'Indianapolis, épreuve de l'Intercontinental GT Challenge 2022 avec comme pilotes, Ryan Dalziel, Conrad Grunewald (de), Alessio Rovera, Charlie Scardina, Onofrio Triarsi et Justin Wetherill. 
En 2023, le Triarsi Competizione s'était engagé pour la première fois de son histoire dans le championnat WeatherTech SportsCar Championship dans la catégorie GTD avec une Ferrari 296 GT3 pour les 4 manches de le Michelin Endurance Cup. Pour cela, l'écurie américaine avait fait appel à deux pilotes officielles Andrea Bertolini et Alessio Rovera.

## Résultats en compétition automobile

### Résultats enWeatherTech SportsCar Championship
| Année | Classe | no  | Voiture         | Pneus | 1   | 2   | 3   | 4   | 5   | 6   | 7   | 8   | 9   | 10  | 11  | 12  | Total | Pos. |
| ----- | ------ | --- | --------------- | ----- | --- | --- | --- | --- | --- | --- | --- | --- | --- | --- | --- | --- | ----- | ---- |
| 2023  | GTD    | 023 | Ferrari 296 GT3 | M     | DAY | SEB | LBH | LGA | MOH | BEL | WGL | MOS | LIM | ELK | VIR | ATL | *     | *    |

* Saison en cours.

## Pilotes
- Andrea Bertolini (2022)
- Ryan Dalziel (2021)
- Conrad Grunewald (de) (2021)
- Alessio Rovera (2021-2022)
- Charlie Scardina (2021-2022)
- Onofrio Triarsi (2021-2022)
- Justin Wetherill (2021)